# Son Tetè
Son Tetè és una possessió del terme de Llucmajor, Mallorca, situada al ponent del municipi, que confronta amb la possessió de Son Cardell i amb la de Son Monjo. Prové d'una segregació de la possessió de Son Cardell i, el segle xviii, tenia entre 500 i 600 quarterades d'extensió.

## Construccions
Les cases de la possessió són cases de pagès dels segles XVII-XVIII i formen un únic bloc que integra l'habitatge humà i diverses dependències agropecuàries (pallisses, forn i portassa), d'altres estan aïllades (solls i sestadors). L'habitatge humà té dues crugies, la primera destinada a la vida domèstica i la segona a usos agrícoles, i dues altures: planta baixa i porxo. La façana principal està orientada al sud-oest i presenta una disposició asimètrica de les obertures. La planta baixa consta de tres portals, el principal és d'arc de mig punt amb dovella, els altres dos són allindanats però de dimensions diferents. Com a instal·lacions hidràuliques hi ha una cisterna aïllada i un aljub adossat a una de les dependències agropecuàries aïllades.